# Harem (thể loại)

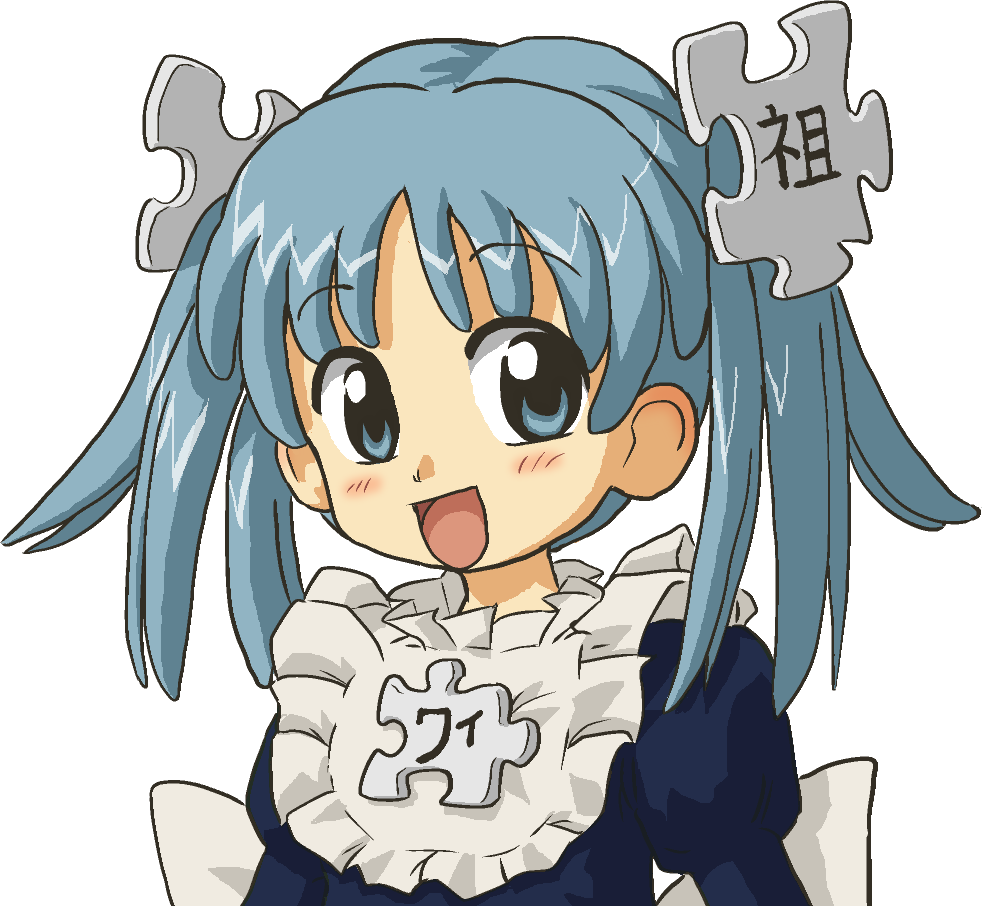
ㅤㅤㅤㅤㅤㅤㅤㅤㅤ

Harem là một thể loại của anime và manga, trong đó tập trung vào nhân vật chính, thường là tình yêu, gắn kết với 2 hoặc nhiều hơn nhân vật khác giới hoặc cùng giới Dạng phổ biến nhất của harem là một nhân vật nam chính và một nhóm nhân vật nữ Một số biến thể gần đây của harem cho phép cả mối quan hệ thân mật giữa nhiều nhân vật cùng giới là yuri harem và yaoi harem. Thuật ngữ này bắt nguồn từ tiếng Ả Rập, trong đó "harem" được hiểu là chốn riêng tư của phụ nữ mà đàn ông không được xâm phạm, tuy nhiên ngày nay nó được hiểu khác xa so với nghĩa nguyên thủy: "một nhóm phụ nữ có liên quan bằng bất kì cách nào với một người".. Thường là tình cảm từ một hoặc cả hai hay nhiều phía.
Những chuyện tình cảm trong harem khá mơ hồ. Cách phân biệt rõ rệt giữa harem với các thể loại khác được cho là sự thân thiết, hoặc nói chung là ảnh hưởng đến cuộc sống, giữa một nhóm nhân vật nữ và một nhân vật nam. Harem tối thiểu cần phải có hai cô gái trở lên, khi đó được tính là một chuyện tình tay ba (hoặc nhiều cô gái, lớn hơn 2). Ngoài ra, cần phải duy nhất một nhân vật nam ảnh hưởng đến toàn bộ cốt truyện; một số nhân vật nam khác có thể xuất hiện miễn là họ không gây được nhiều sự chú ý. Mặc dù mang khái niệm như trên, kết quả cuối cùng của harem thường không đúng theo tên gọi của nó, tức là nhân vật chính đa số không phát sinh tình cảm lâu dài với toàn bộ những nhân vật được thiết lập. Trong một số trường hợp, đó là khi nhân vật nam chính yêu thương thật sự một nhân vật nữ trong số đó.
Do tính chất của harem, thể loại này đa phần bị chỉ trích ở hầu hết các nước phương Tây, mặc dù không dính vào nội dung sex nếu chỉ đứng riêng một mình. Fanservice thường được gắn kèm với harem, khi đó tác phẩm có thể xuất hiện nhiều yếu tố kích thích bản năng tự nhiên của con người.

## Một số tác phẩm nổi tiếng
- Gotoubun no Hanayome
- Samurai Harem: Asu no Yoichi
- Hyakka Ryouran Samurai Girls
- Kore wa Zombie Desu ka?
- Highschool DxD
- Love Hina
- School Days
- Princess Lover!
- Boku wa Tomodachi ga Sukunai
- Ai Yori Aoshi
- Mahō Sensei Negima!
- Kanon
- Koi Koi Seven
- Maburaho
- Kimi ga Aruji de Shitsuji ga Ore de
- NiseKoi
- Sekirei
- Omamori Himari
- Shuffle!
- Yosuga No Sora
- Rosario to Vampire
- Girls Bravo
- Ichiban Ushiro no Dai Maō
- To Love-Ru
- Ichigo 100%
- Date A Live
- Nyan Koi!
- Seitokai Yakuindomo
- IS (Infinite Stratos)
- CLANNAD
- Mayoi Neko Overrun!
- Futakoi
- Kami nomi zo Shiru Sekai
- Sora no Otoshimono
- Trinity Seven
- Death March Kara Hajimaru Isekai Kyousou Kyoku
- Shokugeki no Soma
- Kawaikereba Hentai demo Suki ni Natte Kuremasuka?
- Bokutachi wa Benkyō ga Dekinai
- Hentai Ōji to warawanai Neko